# Raul Mewis
Raul Mewis (* 3 de junio de 1886 en Charlottenburg; † 23 de febrero de 1972 en Hamburgo) era un marino alemán que fue almirante de la Kriegsmarine.

## Vida
Empleos
- 6 de abril de 1907 Alférez de fragata
- 30 de septiembre de 1909 Leutnant zur See
- 19 de septiembre de 1912 Alférez de navío
- 26. April 1917 Teniente de navío
- 1 de noviembre de 1925 Capitán de corbeta
- 1 de diciembre de 1930 Capitán de fragata
- 1 de abril de 1933 Capitán de navío
- 1 de abril de 1937 Contraalmirante
- 1 de noviembre de 1939 Vicealmirante
- 1 de marzo de 1942 Almirante

### Marina Imperial
Mewis ingresó el 1 de abril de 1906 en la Marina Imperial como guardiamarina a bordo del SMS Stein. Del 1 de abril al 30 de septiembre de 1908 estudió en la Academia y Escuela Naval (Kiel). Después estuvo un año a bordo del SMS Elsass
y dos en el SMS Roon. En septiembre de 1911 fue destinado a la 1.ª División de Torpederos. En diciembre de 1912 estuvo 12 días a bordo del SMS Friedrich Carl (1902). Hasta el final de la Primera Guerra Mundial sirvió a bordo de siete torpederos. Primero fue oficial de guardia y desde junio de 1915 comandante en la 2.ª y 3.ª Semiflotillas de Torpederos. En la Revolución de Noviembre quedó como disponible sin empleo y en febrero de 1919 fue destinado durante un mes como jefe de la 15.ª Semiflotilla de Torpederos.

### Reichsmarine
Admitido en la Armada de la República de Weimar (Reichsmarine), Mewis fue ayudante y jefe de compañía en el tercer Batallón Naval de marzo de 1919 a junio de 1920. Luego estuvo cuatro meses en la División de Instrucción Naval del Báltico y en octubre de 1920 llegó como ayudante al recién establecido estado mayor de las Fuerzas Terrestres del Báltico en la isla de Dänholm en Stralsund. Desde febrero de 1922 fue enviado durante 13 meses al Mando de la Flota, donde actuó como oficial de enlace con el Ejército. Todavía era teniente de navío cuando le hicieron jefe de la 1.ª Semiflotilla de marzo a septiembre de 1923. Volvió al Mando de la Flota el 1 de noviembre de 1923 ya con empleo de capitán de corbeta y como responsable de transporte marítimo durante casi dos años. Tras un año como jefe de la 1.ª Semiflotilla de Torpederos, en otoño de 1926 pasó tres meses como comandante de la goleta garfio Großherzogin Elisabeth. El 3 de enero de 1927 pasó como comandante al buque escuela Niobe. Desde el 30 de junio de 1929 fue comandante de la Escuela Naval de Friedrichsort. Del 30 de septiembre de 1931 al 5 de junio de 1933 fue jefe de Estado Mayor de Formación del Almirantazgo. El 27 de junio de 1933 se convirtió en el primer comandante del primer velero Gorch Fock.

### Kriegsmarine
Como capitán de navío de la Kriegsmarine Mewis fue desde el 27 de marzo de 1935 comandante de la Fortaleza y capitán del Puerto de Kiel. Como contraalmirante y vicealmirante fue, del 1 de octubre de 1937 al 31 de mayo de 1940, Comandante de la Costa Oeste del Báltico. Después de dos meses como Comandante de Costa de Dinamarca, el 1 de junio de 1940 se le nombró Comandante de Marina de Dinamarca y desde el 1 de febrero de 1943 Almirante al Mando de Dinamarca. En primavera de 1941 fue además Comandante de Seguridad del Báltico. A partir del 18 de marzo de 1943 quedó durante dos meses a disposición de la Estación Naval del Báltico y el 31 de mayo de 1943 fue jubilad. Su hijo Hans-Jürgen Mewis (nacido en 1932) vive y es abogado en Hamburgo.

## Órdenes y condecoraciones
- Cruz Alemana de Plata (1943)[7]
- Cruz de Hierro de 2.ª y 1.ª Clase (1914)
- Cruz Hanseática (Lübeck)
- Medalla de Socorro con Banda (Prusia)
- Cruz Honorífica de la Guerra Mundial
- Premio al largo servicio (Wehrmacht) desde la 4.ª a la 1.ª Clase
- Broche de Repetición de la Cruz de Hierro de 2.ª Clase
- Cruz de Méritos de Guerra de 2.ª Clase con Espadas
- Cruz de Méritos de Guerra de 1.ª Clase con Espadas